# Municipio de Nadadores
El municipio de Nadadores es uno de los 38 municipios en que se encuentra dividido el estado de Coahuila. Su cabecera es la población de Nadadores.

## Geografía
El municipio de Nadadores se encuentra localizado en el centro del territorio del estado de Coahuila, teniendo una extensión territorial de 717.766 kilómetros cuadrados y sus coordenadas geográficas extremas son 27° 00' - 27° 31' de latitud norte y 102° 01' - 101° 33' de longitud oeste. Su altitud fluctúa entre 400 y 2 000 metros sobre el nivel del mar.
El municipio limita al norte y este con el municipio de San Buenaventura, al sur con el municipio de Frontera, al suroeste con el municipio de Sacramento, al oeste con el municipio de Lamadrid y al noroeste con el municipio de Ocampo.

## Demografía
De acuerdo a los resultados del Censo de Población y Vivienda realizado en 2010 por el Instituto Nacional de Estadística y Geografía; la población total del municipio de Nadadores es de 6 335 habitantes, de los cuales _ son hombres y _ son mujeres.
La densidad de población asciende a un total de 8.83 personas por kilómetro cuadrado.

### Localidades
En el Censo de 2020 el municipio de Nadadores contaba con 51 localidades.
| Código INEGI      | Localidad           | Población (2020) |
| ----------------- | ------------------- | ---------------- |
| 050210001         | Nadadores           | 4 526            |
| 050210007         | San José del Águila | 411              |
| 050210003         | Celemania           | 202              |
| Otras localidades | Otras localidades   | 1 400            |
| Total municipal   | Total municipal     | 6 539            |

## Política

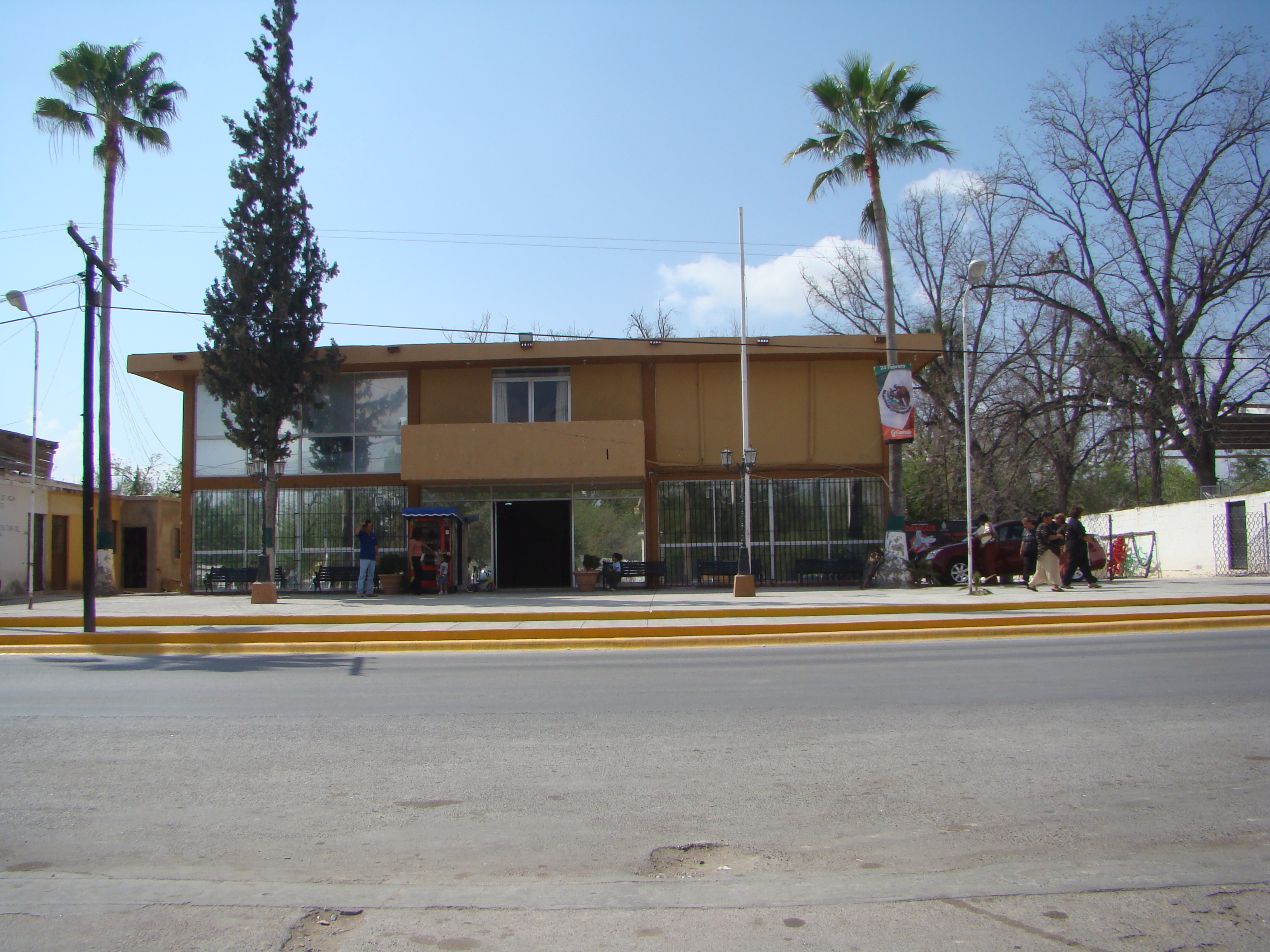
Palacio del Ayuntamiento.

El gobierno del municipio de Nadadores le corresponde a su ayuntamiento, el cual está integrado por el presidente municipal, un síndico y el cabildo conformado por seis regidores, cuatro electos por mayoría relativa y dos por el principio de representación proporcional. Todos son electos mediante voto universal, directo y secreto para un periodo de cuatro años con posibilidad de ser reelectos por un único periodo inmediato.

### Representación legislativa
Para la elección de diputados locales al Congreso de Coahuila y de diputados federales a la Cámara de Diputados federal, el municipio de Nadadores se encuentra integrado en los siguientes distritos electorales:
Local:
- Distrito electoral local de 4 de Coahuila con cabecera en San Pedro de las Colonias.[7]

Federal:
- Distrito electoral federal 2 de Coahuila con cabecera en San Pedro de las Colonias.[8]